# Lazarillo van Tormes
Lazarillo van Tormes is een anonieme Spaanse schelmenroman, voor het eerst verschenen in 1554.
Het is niet duidelijk wie het werk schreef, maar het was onmiddellijk na de publicatie reeds zeer populair: in 1554 verschenen al drie uitgaven (al staat niet vast of het werk voordien nog niet verschenen was). Men schrijft het boek soms aan Diego Hurtado de Mendoza toe. De hoofdfiguur, de kleine Lázaro, is een prototypische antiheld, vergelijkbaar met Don Quichot; hij is noch zeer moedig, noch bijzonder goedhartig, maar vertelt met veel ironie en over het algemeen zeer beknopt, over zijn lotgevallen als dienaar van diverse meesters en legt zo de hypocrisie en kleingeestigheid van de belangrijkste bevolkingslagen bloot. Door zijn bijwijlen schunnige inhoud werd het werk in 1559 op de Index librorum prohibitorum geplaatst. Een gekuiste versie verscheen in 1579.
In zijn tijd moet Lazarillo de Tormes een beroemd werk geweest zijn: twee personages uit het boek werden door Bredero gebruikt voor diens Spaanschen Brabander. Het werk is kort: het telt zeven hoofdstukken, waarvan er een uit slechts acht zinnen bestaat.

## Verhaal

### 1ste hoofdstuk
Lázaro vertelt over zijn jeugd: hij is in Tejares geboren, letterlijk in de Tormes-rivier. Hij heeft een halfbroer gekregen, doordat zijn moeder op een moor, Zaide, verliefd werd. Die was echter een paardendief en werd veroordeeld. Zijn moeder ging daarom in een herberg werken, waar een blinde verbleef. Die wordt Lazarillo's eerste meester en neemt hem mee naar Salamanca: de blinde is echter een geslepen kwakzalver en leert Lazarillo allerlei trucjes om mensen geld af te troggelen. De blinde is gierig en Lazarillo is genoodzaakt om van hem te stelen, omdat hij maar weinig eten krijgt. De kleine Lázaro heeft een methode ontwikkeld om wijn uit de onderkant van een kruik af te tappen, maar op een dag slaat de blinde, die het in de gaten gekregen heeft, de kruik op Lázaro's hoofd kapot. In Almorox, nabij Toledo, eet Lázaro een worst die voor zijn meester bestemd was. De meester besnuffelt hem en Lázaro braakt de worst op diens gezicht uit. Lázaro is de vernederingen en slagen beu en 's anderendaags laat hij zijn meester opzettelijk tegen een zuil aanlopen. Hij vertrekt, niet wetend of de meester nog leeft of niet.

### 2de hoofdstuk
In Maqueda wordt Lázaro misdienaar. Zijn nieuwe meester, de pastoor, blijkt nog veel gieriger dan de blinde schurk: om de vier dagen krijgt Lázaro een ui te eten. De priester bewaart zijn broden in een kist; op een dag komt een ketellapper aan de deur en Lázaro laat hem de kist openen. De priester denkt dat er muizen in zijn huis zitten en wordt steeds achterdochtiger. De gaten die Lázaro in de kist maakt, doen de priester op den duur geloven dat er een slang in zijn huis zit. Op een nacht denkt de priester dat de slang weer aan het werk is geweest en bij Lázaro in bed is gekropen. Met een knuppel slaat hij op het bed en verwondt Lázaro hevig: zo komt het bedrog aan het licht. Nadat Lázaro genezen is, zet de pastoor hem aan de deur.

### 3de hoofdstuk
Lázaro gaat terug naar Toledo, waar hij een schildknaap ontmoet, die keurig gekleed en verzorgd is; hij treedt bij hem in dienst, hopende dat hij lekker te eten zal krijgen en goed verzorgd worden. In het huis van de schildknaap, die weliswaar veel aan fatsoen en hygiëne hecht, is nauwelijks eten te vinden. De bedden zijn smerig en oncomfortabel. 's Anderendaags trekt de meester als een galante heer door de stad en flikflooit met een type vrouwen die in die streek blijkbaar 'veel voorkomen'. Lázaro gaat in de stad om eten bedelen; 's avonds prijst zijn meester hem ervoor, omdat bedelen veel beter dan stelen is. De meester is zodanig arm dat hij soms acht dagen lang niet eet en Lázaro heeft medelijden met hem. Hij blijft Lázaro beloven naar een ander en beter huis te verhuizen, maar op een dag komt de deurwaarder de huur van het huis opeisen; de meester verdwijnt spoorloos. De deurwaarder vraagt Lázaro uit over mogelijke bezittingen die in beslag kunnen worden genomen. Uiteindelijk valt er enkel een oude deken mee te nemen. Lázaro staat op straat.

### 4de hoofdstuk
Lázaro treedt in dienst bij een Broeder van Barmhartigheid, die hem zijn eerste paar schoenen schenkt. De Broeder loopt van hot naar her, Lázaro wordt het beu en verlaat hem.

### 5de hoofdstuk
De volgende meester is een verkoper van aflaten. Een politieagent ontmaskert hem echter als een bedrieger. Ze gooien het op een akkoordje: de politieagent doet alsof hij van de duivel is bezeten, waarop de aflaatverkoper hem 'geneest'. De aflaatverkoper doet gouden zaakjes. Na vier maanden verlaat Lázaro ook deze meester.

### 6de hoofdstuk
Nadat hij nog een tijdje voor een schilder heeft gewerkt, komt Lázaro met een kapelaan in contact. Voor hem werkt hij als waterverkoper en langzaam aan begint hij een beter leven te leiden. Hij koopt nieuwe kleren.

### 7de hoofdstuk
Lázaro werkt voor een politieagent, maar komt in rellen terecht. Dankzij een aantal connecties die hij heeft gemaakt, schopt hij het tot stadsomroeper. Hij trouwt met de dienstmeid van de aartspriester van San Salvador en gaat in een huisje naast dat van de priester wonen. Zijn vrouw was vóór het huwelijk reeds driemaal bevallen. Er zijn geruchten dat ze van losse zeden is, maar Lázaro houdt van haar en trekt er zich niets van aan. Ze zijn gelukkig. Het is 1538.